# Juruena nationalpark
Juruena nationalpark är en nationalpark i Brasilien. Den ligger i kommunen Apiacás och delstaten Mato Grosso, i den centrala delen av landet, 1 400 km nordväst om huvudstaden Brasília.
I omgivningarna runt Juruena nationalpark växer i huvudsak städsegrön lövskog. Trakten runt Juruena nationalpark är nära nog obefolkad, med mindre än två invånare per kvadratkilometer.